# Gildardo Gómez
Gildardo Biderman Gómez Monsálvez (Medellín, 13 de outubro de 1963) é um ex-futebolista colombiano.

## Carreira
Em sua carreira, ele, que atuava como defensor, jogou nos dois clubes de sua cidade, o Independiente Medellín (1984-1986) e o Atlético Nacional (1986-1993). Encerrou sua carreira em 1993.

## Seleção
Jogou a Copa de 1990, a primeira disputada pelo seu país desde 1962.

### Homônimo
Na Copa de 1990, a Seleção da Colômbia teve um outro jogador com o mesmo sobrenome de Gildardo: era o meia Gabriel Gómez. Entretanto, ambos não tem qualquer laço de parentesco.